# Shō Satō (Fußballspieler)
Shō Satō (japanisch 佐藤 祥 Satō Shō; * 22. Juli 1993 in Chiba) ist ein japanischer Fußballspieler.

## Karriere
Satō erlernte das Fußballspielen in der Jugendmannschaft von JEF United Chiba. Seinen ersten Vertrag unterschrieb er 2011 bei JEF United Chiba. Der Verein spielte in der zweithöchsten Liga des Landes, der J2 League. Für den Verein absolvierte er drei Ligaspiele. Im August 2015 wechselte er zum Drittligisten Blaublitz Akita. Für den Verein aus Akita absolvierte er 13 Ligaspiele. 2016 wechselte er zum Zweitligisten Mito HollyHock. Für den Verein absolvierte er 84 Ligaspiele. 2019 wechselte er zum Drittligisten Thespakusatsu Gunma. Für den Verein absolvierte er 31 Ligaspiele. 2020 wechselte er zum Zweitligisten Tochigi SC. Am Ende der Saison 2024 belegte er mit Tochigi den 18. Tabellenplatz und musste somit in die dritte Liga absteigen.